# Propontocypris quasicrocata
Propontocypris quasicrocata is een mosselkreeftjessoort uit de familie van de Pontocyprididae. De wetenschappelijke naam van de soort werd in 1969 gepubliceerd door Rosalie Frances Maddocks.